# Brookfield, Missouri
Brookfield är en ort i Linn County i Missouri. Lantmätaren John Woods Brooks uppkallade orten efter sig själv och sin hustru May Fields.